# Malabon
Malabon é uma cidade de primeira classe de renda da cidade na região Grande Manila (NCR), nas Filipinas. De acordo com o censo de 1 maio  de  2020 possui uma população de 380 522 pessoas e 94 241 domicílios.